# Холщевников, Иван Васильевич
Иван Васильевич Холщевников (7 мая 1852, Ярославская губерния – 10 января 1927, Севастополь) — генерал-лейтенант, военный губернатор Забайкальской области. 
Происходил из купеческой семьи. Окончил Ярославскую гимназию (1871), Константиновское военное училище (1873) и Академию Генерального штаба (1880). Капитан с 1880, подполковник с 1884, полковник с 1888, генерал-майор с 1899, генерал-лейтенант с 1904 года. Служил на строевых должностях в Генштабе, преподавал в военном училище. С 1890 года — командир Закаспийского стрелкового батальона, с 1893 — 15-го стрелкового полка, с 1897 — 40-го пехотного полка, с 1899 — начальник штаба Закаспийской области и 2-го Туркестанского армейского корпуса. С 1901 года — начальник штаба Приамурского военного округа. В июле 1905 года был назначен военным губернатором Забайкальской области, командующим войсками и наказным атаманом Забайкальского казачьего войска. 
Предотвратил эскалацию насилия в Чите во время революционных волнений 1905 года и по обвинению в сочувствии революционному движению в январе 1906 года арестован и приговорен к 16 месяцам заключения. Однако в 1907 году был помилован и в июне того же года уволен со службы. После 1917 года служил в Красной армии в должности помощника начальника штаба по оперативной части Севастопольской крепости.
Награды: орден Св. Владимира 3-й ст., Св. Станислава 3-й и 2-й ст., Св. Анны 3-й и 2-й ст., иностранные ордена.
Жена: графиня Симонич (умерла в 1905). Имел двух детей; Ольга (1880—1975) стала женой А. Ф. Редигера